# Максимов, Александр Иванович (генерал-майор)
Александр Иванович Максимов (27 июля 1893 года, Саратов — 31 января 1946 года, Ленинград) — советский военный деятель, Генерал-майор (1943 год).

## Начальная биография
Александр Иванович Максимов родился 27 июля 1893 года в Саратове.

## Военная служба

### Первая мировая и гражданская войны
В 1914 году был призван в ряды Русской императорской армии и направлен в Киевское артиллерийское училище, которое закончил в 1915 году.
Принимал участие в боевых действиях на Западном и Юго-Западном фронтах в должности помощника командира батареи. В 1917 году был демобилизован из рядов армии в чине поручика артиллерии.
В марте 1918 года был призван в ряды РККА, после чего служил на должностях командира взвода и командира отдельной батареи на Восточном фронте, находясь на которых, принимал участие в боевых действиях против войск под командованием А. И. Дутова на Южном Урале.
В октябре 1919 года был назначен на должность адъютанта 4-го кавалерийского полка, затем — на должности помощника начальника и начальника штаба 2-й бригады Донской кавалерийской дивизии, в апреле 1920 года — офицера для особых поручений при начальнике артиллерии 1-й Конной армии, а в июне — на должность командира артиллерийского дивизиона 6-й кавалерийской дивизии этой же армии. Принимал участие в боевых действиях на Юго-Восточном, Южном и Юго-Западном фронтах против войск под командованием генералов А. И. Деникина и П. Н. Врангеля, затем — в боевых действиях в советско-польской войне, а также сражался с вооруженными формированиями Н. И. Махно на Украине. В 1920 г. был награждён орденом Красного Знамени.

### Межвоенное время
В декабре 1921 года был назначен на должность командира артиллерийского дивизиона 1-й Томской кавалерийской дивизии, в мае 1922 года — на должность командира артиллерийского дивизиона 9-й Донской дивизии (Северо-Кавказский военный округ), а в декабре — на должности помощника начальника артиллерии 22-й и 37-й стрелковых дивизий.
В октябре 1923 года Максимов был назначен на должность командира 7-го конно-механизированного дивизиона, в октябре 1924 года — на должность начальника штаба 37-го кавалерийского полка, в декабре 1925 года — на должность командира 36-го кавалерийского полка, а в декабре 1926 года — на должность начальника штаба 31-го кавалерийского полка.
В 1930 году окончил Курсы усовершенствования высшего начальствующего состава при Военной академии имени М. В. Фрунзе.
В июне 1930 года был назначен на должность помощника начальника учебного отдела вечерней Военной академии имени М. В. Фрунзе, в сентябре 1931 года — на должность помощника руководителя по циклу тактики кавалерийских курсов усовершенствования командного состава в Новочеркасске, а в январе 1934 года — на должность начальника военно-ремонтных курсов РККА в Северо-Кавказском военном округе.
С марта 1935 года исполнял должность командира-руководителя по циклу тактики на Новочеркасских кавалерийских курсах усовершенствования командного состава РККА.
В декабре 1936 года был назначен на должность начальника штаба 10-й Терско-Ставропольской казачьей дивизии, в августе 1939 года — на должность преподавателя кафедры общей тактики Военной академии имени М. В. Фрунзе, а в апреле 1941 года — на должность старшего преподавателя кафедры тактики конницы этой же академии.

### Великая Отечественная война
В начале войны продолжил работать на прежней должности в академии.
В июне 1942 года Александр Иванович Максимов был уволен в запас по ст. 43, п. «а», однако уже в августе этого же года был восстановлен в кадрах РККА и назначен на должность заместителя командира 4-го гвардейского Кубанского казачьего кавалерийского корпуса (Южный фронт), находясь на которой, в боевых действиях показал себя грамотным и храбрым, отважным и мужественным командиром, за что был награждён орденом Красного Знамени.
В мае 1943 года был назначен на должность заместителя командира 16-го гвардейского стрелкового корпуса, а в июле — на должность командира 11-й гвардейской стрелковой дивизии, которая принимала участие в ходе Орловской, Брянской и Гомельско-Речицкой наступательных операций. В феврале 1944 года «за бездействие в процессе наступления, потерю управления частями и ложный доклад» генерал-майор Александр Иванович Максимов был отстранён от должности и направлен в распоряжение ГУК НКО.
В апреле 1944 года был назначен на должность заместителя командира, а с 21 апреля исполнял должность командира 129-го стрелкового корпуса, который принимал участие в ходе Люблин-Брестской наступательной операции.
В декабре 1944 года был назначен на должность начальника кафедры родов войск Военной электротехнической академии связи.

### Послевоенная карьера
После войны Максимов продолжал служить в этой академии.
Генерал-майор Александр Иванович Максимов умер 31 января 1946 года в Ленинграде. Похоронен на Богословском кладбище.

## Награды
- Орден Ленина;
- Четыре ордена Красного Знамени;
- Орден Кутузова 2 степени;
- Медали[1].